# Louis De Geer (1818-1896)
Pour les articles homonymes, voir Louis De Geer.
Louis Gerard De Geer af Finspång est un homme d'État libéral suédois né le 18 juillet 1818 à Finspång et mort le 24 septembre 1896 à Hanaskog. Il est le premier chef de gouvernement à prendre le titre de ministre d'État, en 1876.

## Biographie

### Jeunesse, études et profession
Louis De Geer est issu de l'influente famille wallonne de Geer, qui s'est installée en Suède au XVIIe siècle, et dont est également issu le zoologiste et entomologiste Charles De Geer. Son fils Louis (1854-1935) a également été ministre d'État pendant quelques mois en 1921. Son autre fils, Gerard (1858-1943), a été géologue et député au Riksdag.
De Geer a étudié le droit à l'université d'Uppsala de 1836 à 1840, puis s'est installé comme avocat. En 1855, il est nommé président de la cour d'appel du Götaland (Göta Hovrätt) à Jönköping. Il occupe cette fonction jusqu'en 1858. Du 3 juin 1870 au 11 mai 1875, il a été président de la Cour d'appel de Stockholm (Svea hovrätt).

### Carrière politique

#### Député, Ministre et fondateur du nouveau Riksdag
De Geer a commencé sa carrière politique dès 1851 avec sa première élection comme membre de la Diète des États. Il s'agissait d'une assemblée composée de quatre chambres, chacune représentant l'un des quatre États (noblesse, clergé, citoyens et paysans).
Le 7 avril 1858, le roi Oscar Ier le nomme pour la première fois ministre de la Justice, un ministère créé en 1809 et chargé de mener les affaires du gouvernement aux côtés du ministre des Affaires étrangères. Il occupe cette fonction jusqu'au 3 juin 1870.
Sa tâche la plus importante dans cette fonction était le renouvellement du système parlementaire. En décembre 1865, la Diète des États approuve sa réforme, qui prévoit la dissolution de la Diète des États au profit d'un Riksdag bicaméral. Le 22 juin 1866, le roi Charles XV a également accepté cette réforme, de sorte que l'année suivante, le nouveau Riksdag a pu être élu pour la première fois. De Geer a été membre du Riksdag 1867 à 1878, où il a représenté les intérêts de Stockholm et, en même temps, en tant que ministre de la Justice, a présenté plusieurs autres projets de réforme.

#### Premier Ministre d'État de Suède
Le 11 mai 1875, le très populaire homme politique est à nouveau nommé ministre de la Justice par le roi Oscar II.
Après une réforme du gouvernement, il devient le premier Premier ministre de Suède (Sveriges Statsminister) le 20 mars 1876. Le 19 avril 1880, il démissionne après avoir subi une défaite lors d'un vote en raison de son projet de réforme de l'armée et de la fiscalité. Son successeur est l'ancien président de la chambre basse, Arvid Posse.
En tant qu'homme politique, il a été un défenseur du libre-échange et du libéralisme économique qui ont conduit à une forte croissance économique en Suède. 

### Écrivain et recteur
En raison de son grand engagement, il fut élu membre de l'Académie suédoise dès 1862, où il occupa la 17e présidence jusqu'à sa mort. La même année, l'Académie royale des sciences de Suède l'a également accepté comme membre. Après sa retraite de la politique, il a été chancelier des universités d'Uppsala et de Lund de 1881 à 1888.
En outre, De Geer a également été actif en tant qu'écrivain, écrivant plusieurs romans et essais:
- Hjertklapp eingen pa Dalwik. Stockholm 1841.
- Carl den Folstes page. Stockholm 1845.

Ses biographies politiques (Minnesteckning) sont bien plus importantes encore : 
- Minnesteckning öfver Hans Järta. Stockholm 1874.
- Minnesteckning öfver Anders Johan von Höpken. Stockholm 1881.
- Minnesteckning öfver Baltzar Bogislaw von Platen. Stockholm 1886.
- Minnen. Stockholm 1892 (Autobiographie).